# Sandslån
Sandslån är en tätort i Kramfors kommun, Västernorrlands län, Ångermanland.
Sandslån ligger mittemot Nyland och vid stranden av Ångermanälven just där denna övergår till att vara havsvik.

## Historia
Vid övergången till havsvik har älven genom århundraden lämnat enorma mängder sediment som grundat upp älvmynningen och tillsammans med landhöjningen bildade närmare tjugo stora och små öar varav Hammarsön var den största. Idag är den lilla Sandslåön den enda som är kvar. Sandslåön avskiljs från fastlandet genom en kort vattenled som fick namnet Tapparrännan eftersom den användes för att leda timret in i Kungsgårdsfjärden. 
Sandslån etablerades på 1870-talet då flottningsbolaget under ledning av teknikern Anders Erik Dandanell lät bygga det enorma timmerskiljet. För att arbetarna skulle ha någonstans att bo byggdes ett antal arbetarkaserner och ett marketenteri (matsal). De som bodde i kasernerna under sommaren kallades lösingar. De kom i början av juni och återvände hem i slutet av september då flottningssäsongen var över.

### Timmersorteringens historia
På vattensågarnas tid, redan på 1700-talets början, hade älven börjat utnyttjas för flottning av timmer från skogsområden längre upp i älvdalen – bland annat ned till Lo vattensåg. När det enorma timmerskiljet anlades vid Sandslåön, som ett resultat av att ångsågarna etablerades, i början av 1870-talet växte älvflottningen snabbt i omfattning. Ångsågverken kunde drivas praktiskt taget året runt. Snart arbetade sommartid närmare 700 man ute på timmerskiljet. När cellulosaindustrierna kom, placerades från Väja till Utansjö, började man hämta timmer ända från norra Jämtland och södra Lappland. Ett stort antal flottleder genom älvar, biflöden och sjöar växte fram och på Ångermanälven flottades snart den särklassigt största mängden timmer i Skandinavien. Några flottningsleder nämns här. Timmer som avverkats uppe vid Kultsjön och Malgomaj togs via vattensystemen förbi Vilhelmina och Åsele och in i Ångermanälven. Timmer som avverkats i Strömsunds kommun nådde Ångermanälven via Faxälven och Fjällsjöälven, en sammanlagd flottningssträcka på 30–35 mil. 
Mellan åren 1872 och 1982 hade Sandslån förmodligen världens största timmerskilje. Det manuella skiljet, med runt sjuhundra arbetare, låg mellan Sandslåön och ön Lilla Norge. Rekordåret 1953 passerade närmare 23 miljoner timmerstockar genom skiljet. Det nya mekaniska sorteringsverket ersatte på 1960-talet det gamla manuella skiljet, hade cirka nittio arbetare varav tjugofem var kvinnor. Det nya skiljet öppnades alltså för kvinnor – det gamla manuella skiljet var totalt mansdominerat. Vid tester inför starten av nya skiljet hade det visat sig att kvinnor, i vissa arbetsmoment, var helt överlägsna män. Det nya skiljet placerades i Kungsgårdsfjärden. 1982 lades det nya skiljet ned. Timmerleveranserna till sågverk och massafabriker skedde nu på lastbil och järnväg. Sandslån påverkades givetvis mycket negativt av nedläggningen. Så sent som i början av 1950-talet fanns det i samhället tre livsmedelsaffärer, några kiosker och ett par kaféer men redan på 1960-talet påbörjades avvecklingen av ortens service. Affärerna stängdes, liksom skolan, och ungdomarna sökte sig från samhället för studier och arbete.

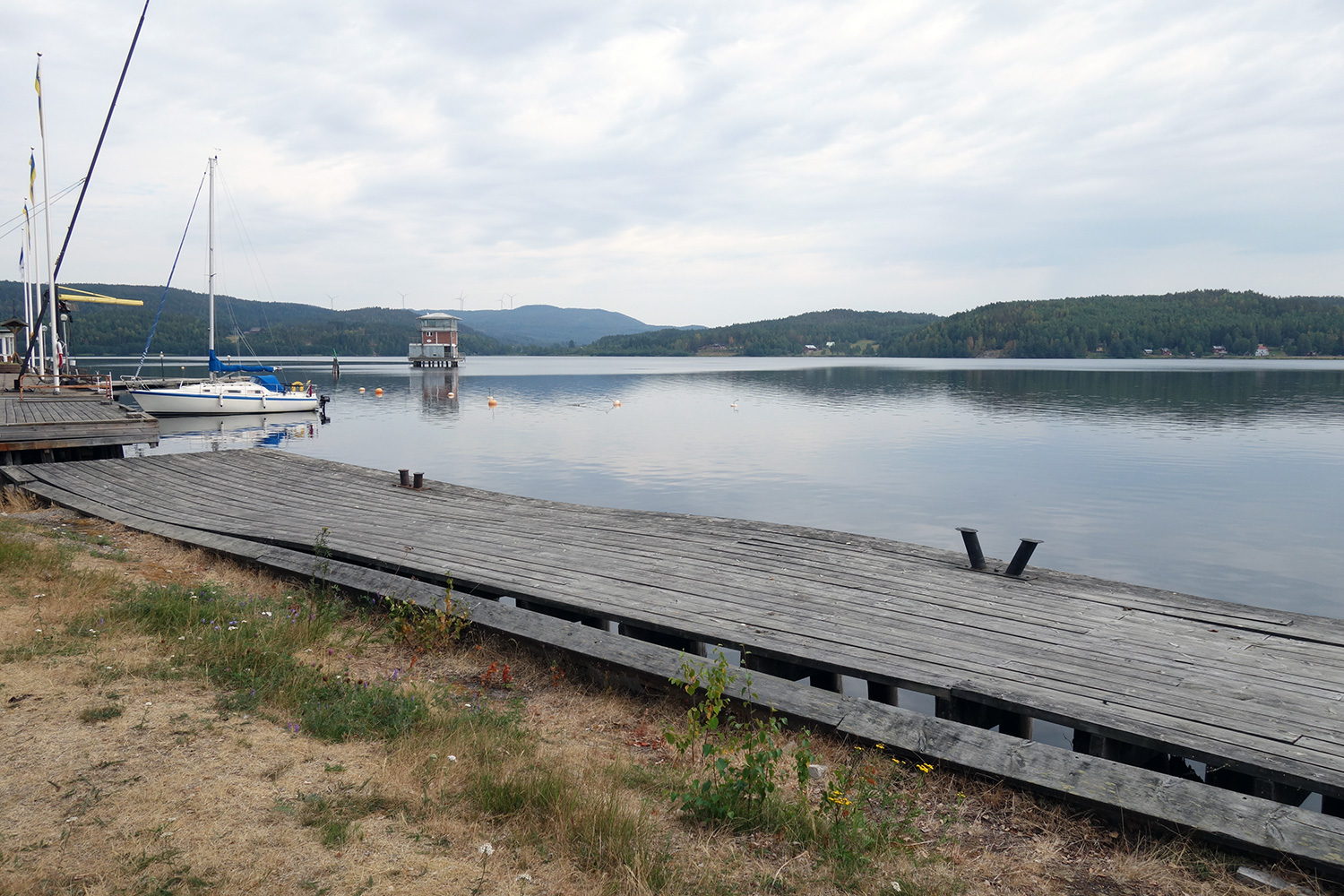
Kajen i Sandslån. Det enda som finns kvar av sorteringsverket är tornet ute i vattnet, som utgjorde centrum för det mekaniska verket.
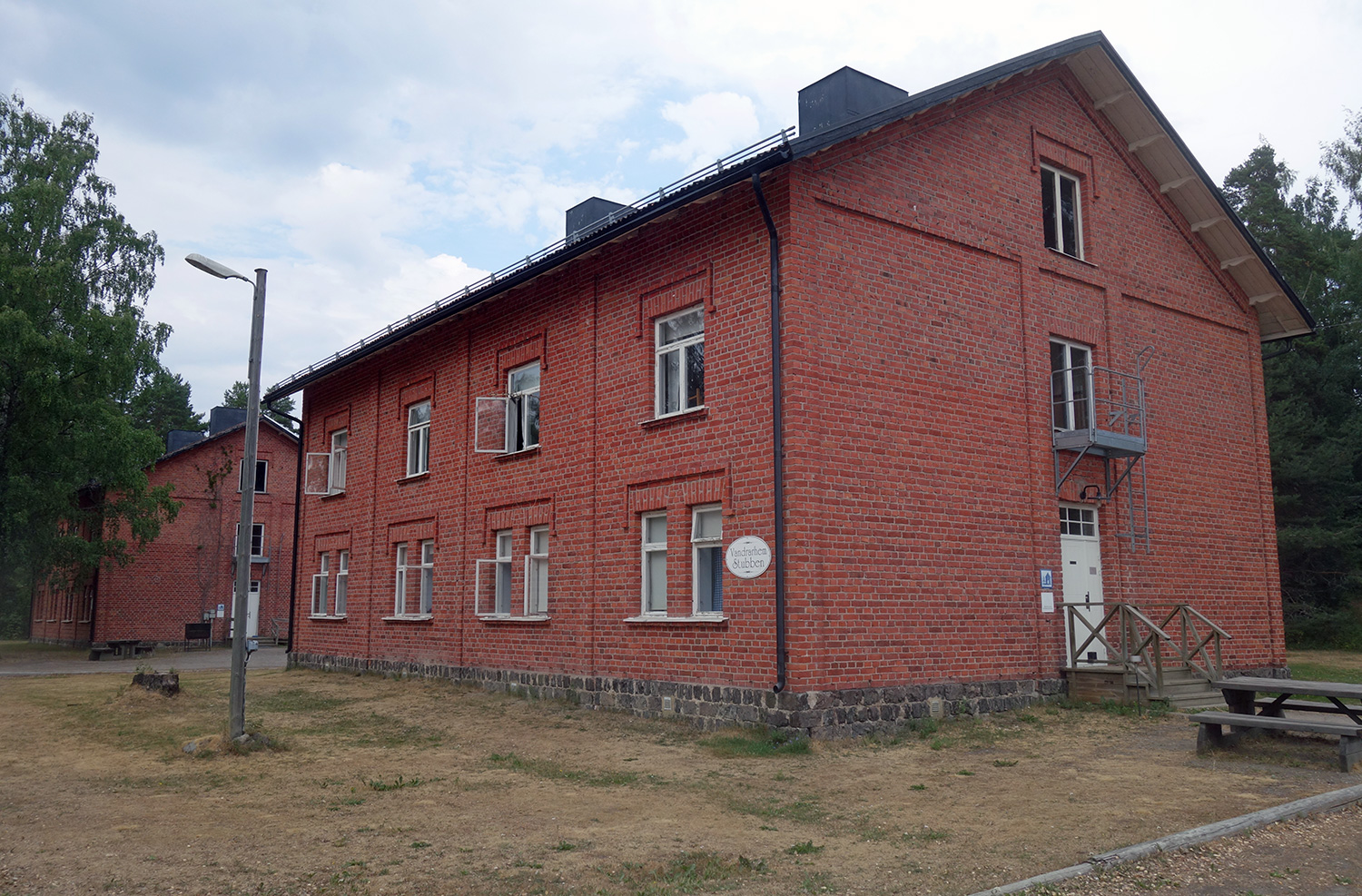
En av arbetarkasernerna i Sandslån, som nu fungerar som vandrarhem.

### Befolkningsutveckling
| Befolkningsutvecklingen i Sandslån 1950–2020 | Befolkningsutvecklingen i Sandslån 1950–2020 | Befolkningsutvecklingen i Sandslån 1950–2020 | Befolkningsutvecklingen i Sandslån 1950–2020 | Befolkningsutvecklingen i Sandslån 1950–2020 |
| -------------------------------------------- | -------------------------------------------- | -------------------------------------------- | -------------------------------------------- | -------------------------------------------- |
|                                              |                                              |                                              |                                              |                                              |
| År                                           |                                              |                                              | Folkmängd                                    | Areal (ha)                                   |
| 1950                                         | 1950                                         |                                              | 683                                          |                                              |
| 1960                                         | 1960                                         |                                              | 452                                          |                                              |
| 1965                                         | 1965                                         |                                              | 398                                          |                                              |
| 1970                                         | 1970                                         |                                              | 413                                          |                                              |
| 1975                                         | 1975                                         |                                              | 379                                          |                                              |
| 1980                                         | 1980                                         |                                              | 358                                          |                                              |
| 1990                                         | 1990                                         |                                              | 346                                          | 109                                          |
| 1995                                         | 1995                                         |                                              | 304                                          | 110                                          |
| 2000                                         | 2000                                         |                                              | 294                                          | 111                                          |
| 2005                                         | 2005                                         |                                              | 290                                          | 111                                          |
| 2010                                         | 2010                                         |                                              | 272                                          | 110                                          |
| 2015                                         | 2015                                         |                                              | 313                                          | 142                                          |
| 2020                                         | 2020                                         |                                              | 332                                          | 194                                          |
|                                              |                                              |                                              |                                              |                                              |

## Samhället
På Sandslånön finns museum, fem före detta arbetarkaserner, restaurang, marina samt tornet ute i Kungsgårdsfjärden som är en rest efter timmersskiljet. I två av de före detta arbetarkasernerna finns flottarmuseet och vandrarhem. I före detta arbetarmässen finns en restaurang. Uppe vid Hammarsbron ligger Unanders motor. Även häxmuseet låg tidigare på Sandslån men har flyttats till Prästmon.
I norra utkanten av Sandslån ligger Arena Dannero (Dannero travbana). 
Sandslån har haft ett konstgalleri vid namn Box Kraftverk.

## Idrott
Under två säsonger, 1960/1961 och 1975/1976, spelade Sandslåns bandylag (kallades Timmerkusarna) i allsvenskan under namnet Sandslåns SK. Deras bandybana döptes naturligt nog till Flottarvallen. 

## Kända personer från Sandslån
- Oscar Lundin